# Campionato serbo-montenegrino di pallavolo femminile
Il campionato serbo-montenegrino di pallavolo femminile era una competizione per club serbo-montenegrini, il club vincitore si fregiava del titolo di campione di Serbia-Montenegro.

## Storia della competizione
È stato disputato per la prima volta a partire dalla stagione 1992-93, dopo lo sgretolamento della Jugoslavia, la vittoria in questo caso è andata alla Ženski odbojkaški klub Crvena zvezda. Il club con più titoli è l'Odbojkaški klub Jedinstvo Užice, con ben nove successi. La competizione è stata disputata per l'ultima volta nella stagione 2005-06 a causa della scissione tra Montenegro e Serbia, dalla quale sono nati il Campionato serbo ed il Campionato montenegrino.

## Albo d'oro della Prima Divisione
| Anno             | Podio           | Podio | Podio |
| Campione         | Seconda         | Terza |       |
| ---------------- | --------------- | ----- | ----- |
| 1992-93 Dettagli | Stella Rossa    |       |       |
| 1993-94 Dettagli | Jedinstvo Užice |       |       |
| 1994-95 Dettagli | Jedinstvo Užice |       |       |
| 1995-96 Dettagli | Jedinstvo Užice |       |       |
| 1996-97 Dettagli | Jedinstvo Užice |       |       |
| 1997-98 Dettagli | Jedinstvo Užice |       |       |
| 1998-99 Dettagli | Jedinstvo Užice |       |       |
| 1999-00 Dettagli | Jedinstvo Užice |       |       |
| 2000-01 Dettagli | Jedinstvo Užice |       |       |
| 2001-02 Dettagli | Stella Rossa    |       |       |
| 2002-03 Dettagli | Stella Rossa    |       |       |
| 2003-04 Dettagli | Stella Rossa    |       |       |
| 2004-05 Dettagli | Jedinstvo Užice |       |       |
| 2005-06 Dettagli | Poštar          |       |       |